# الكرسي (برنامج تلفزيوني)
الكرسي برنامج مسابقات واسئلة المعلومات العامة يعتمد في الدرجة الأولى على الأعصاب الفولاذية والذكاء وقدرة تحمل الضغط النفسي.
عرض عام 2005 على تلفزيون أبوظبي وقدمه الإعلامي اللبناني إبراهيم أبو جودة. الجائزة المقدمة في المسابقة بلغت قيمتها مئة ألف دولار أمريكي. البرنامج هو النسخة العربية من البرنامج النيو زيلاندي "The Chair" الذي عرض على قناة في العديد من دول العالم.

## فكرة البرنامج
قبل دخول الإستوديو، يخضع المتسابقون الذين أتوا من عدة دول عربية لفحص طبي يتم فيه تحديد الحد الأقصى لعدد نبضات قلبه، المسمى في المسابقة الخط الأحمر، والذي يجب عليه أن لا يتجاوزه.
المتسابق يدخل الأستوديو ويجلس على كرسي منحني، شبيه بكرسي طبيب الأسنان وأمامه شاشة عملاقة يرى فيها المقدم، السؤال ونبضات قلبه. يبدأ مشواره بالمسابقة وبرصيده مبلغ 1.000 دولار أمريكي، ومن خلال إجابته على سبعة أسئلة من المعلومات العامة يمكنه الفوز بمبلغ قدره 100 ألف دولار أمريكي.
نبضات قلب المتسابق تظل تحت المراقبة والمقارنة مع الخط الأحمر طوال فترة مشاركته في الحلقة. يتم زيادة الخط الأحمر لنبضات القلب بنسبة 60% إلى الرقم الحقيقي، كما يتم تخفيضه بنسبة 5% بعد كل سؤال.
كنوع من العقوبة، يخصم مبلغ معين من رصيد المتسابق في كل ثانية تظل نبضات قلبه متخطية الخط الأحمر، وفي هذا أثناء لا يستطيع أن يجيب على السؤال ويبقى على هذا الوضع إلى أن تعود النبضات إلى حد الخط الأحمر أو أقل منه. هذه العقوبة لا تطبق أثناء طرح السؤال من قبل المذيع أو مابعد الإجابة عليه.
السؤال الثالث في البرنامج يتعلق بحفظ أكبر عدد ممكن من المعلومات والمشاهد التي ستظهر في مقطع فيديو تعرض على المتسابق. وفي السؤال الخامس، على المتسابق إعطاء خمسة أجوبة للسؤال، فهو يظهر دون خيارات؛ أما في السؤال السابع والأخير، يتوجب على المتسابق اختير الأحتمال الذي حدث قبل أو بعد.
المسابقة تنتهي عندما يجيب المتسابق بشكل خاطئ على أي من الأسئلة أو لم يتبق أي مبلغ في رصيده. سلسلة الأرباح والعقوبات في النسخة العربية هي على النحو التالي:
| السؤال رقم | قيمة السؤال   | عقوبة الخط الأحمر (كل ثانية يخسر فيها) |
| ---------- | ------------- | -------------------------------------- |
| 1          | 2.000 دولار   | 20 دولار                               |
| 2          | 3.000 دولار   | 40 دولار                               |
| 3          | 4.000 دولار   | 60 دولار                               |
| 4          | 6.000 دولار   | 100 دولار                              |
| 5          | 12.000 دولار  | 150 دولار                              |
| 6          | 28.000 دولار  | 200 دولار                              |
| 7 والأخير  | 100.000 دولار | 500 دولار                              |

قبل طرح السؤال الثالث، هناك مرحلة خاصة وهي بمثابة وسيلة مساعدة. هذه الجولة تتكون من سلسلة من الأسئلة على المتسابق الإجابة عليها خلال 45 ثانية. وعن كل جواب صحيح يعطيه المتسابق تضاف نقطة واحدة إلى الخط الأحمر. بهذه الجولة لا يخسر من رصيده ولا من خطه الأحمر ولا تحتسب الأجوبة الخطأ.
ويحق للمتسابق استخدام ميزة تثبيت الرصيد ولمرة واحدة فقط، وذلك بعد إجابته على السؤال الثالث وضمانه قيمته. وباستخدام هذه الميزة، يضمن المبلغ الذي ثبته في حال أخطأ في الأسئلة القادمة. ولكن في حال تجاوز الخط الأحمر، يتم خصم من المبلغ الذي ثبته.

## جولة الزعزعة النفسية
مرتين خلال المشوار نحو المئة ألف دولار، يتعرض المتسابق لمحاولة زعزعة استقرار نبضات قلبه وزيادة توتره. هذا الشيء يتم عبر إنزال عليه أفاعي، تماسيح، تفجير بالونات بشكل مفاجئ، رمي كرات بشكل متتال على رأسه. على المتسابق البقاء لمدة 15 ثانية مسيطرا على نبضاته، وفي حال عدم أستطاعته ذلك، يظل هذا الرعب النفسي مستمر إلى أن تعود النبضات إلى حدها في الخط الأحمر.

## روابط خارجية
- الكرسي على موقع IMDb (الإنجليزية)